# Où roules-tu, petite pomme ?

Où roules-tu, petite pomme ? (en allemand : Wohin rollst du, Äpfelchen ?) est un roman de l'écrivain autrichien Leo Perutz, paru en 1928. Il est composé de huit chapitres.

## Résumé
À la fin de la Première Guerre mondiale, cinq soldats autrichiens se font le serment de revenir dans leur camp de prisonniers à Tchernaviensk, en Russie et se venger du capitaine Sélioukov, un tortionnaire. À peine libéré et arrivé à Vienne, l'un des soldats, Georg Vittorin, prépare son départ. Parmi ceux qui ont prêté serment, seul Kohout l'aide mais il est arrêté en route. Vittorin se retrouve dans une Russie en guerre civile entre blancs et bolcheviks, après la révolution d'Octobre.
Vittorin change plusieurs fois de camp en fonction des indices qu'il obtient sur la localisation de Sélioukov, son unique centre d'intérêt. Au cœur des batailles, il part ensuite pour Batoumi, Istanbul, Marseille et Paris où il apprend que Sélioukov vit à Vienne. Il le retrouve mais ce n'est plus le même homme. Sélioukov n'est plus l'arrogant officier russe fumant sa cigarette chinoise, il n'a plus de maîtresse française, il a vieilli, il confectionne des jouets en bois, n'a plus l'argent pour fumer. Vittorin renonce alors à tuer Sélioukov.